# Ira Ishida
Pour les articles homonymes, voir Ishida.
Ira Ishida (石田 衣良, Ishida Ira, né le 8 mars 1960) est un romancier, acteur et présentateur TV japonais. 

## Biographie
Après avoir obtenu son diplôme de l'université Seikei, il travaille pour un certain nombre de sociétés de production publicitaire et en tant que rédacteur indépendant.
Il publie en 1997 son premier roman, Ikebukuro West Gate Park, qui remporte le 36e prix All Yomimono New Mystery Writer. En 2003, il est lauréat du prix Naoki pour 4-Teen.
Ses romans décrivent la culture des jeunes au Japon, en particulier les femmes jeunes et les otaku sans éducation scolaire. Plusieurs de ses œuvres ont été adaptées pour des mangas et à la télévision. En tant qu'acteur, il a fait sa première apparition dans un rôle principal du film Love My Life en 2006.
Le nom de plume d'Ishida, Ishida Ira, est le résultat de la division de son véritable nom de famille Ishidaira.